# Long Stick Goes Boom: The Anthology
Long Stick Goes Boom: The Anthology ist eine Best-of-Kompilation der schweizerischen Hard-Rock-Band Krokus.

## Hintergrund
Nach einer durch Collectables bzw. BMG sowie drei durch Ariola bzw. Arista veräußerten Best-of-Kompilationen war Long Stick Goes Boom: the Anthology die fünfte Veröffentlichung dieser Art von Krokus. Ebenso wie The Definitive Collection enthält sie digital remasterte Versionen der ausgewählten Songs. Diese Zusammenstellung erschien genauso wie Headhunter Blitz mit Castle Music über ein Label, das die Band nie regulär unter Vertrag hatte und wird in der Diskographie der offiziellen Webseite der Band nicht aufgelistet. Wie alle ihre Vorgänger besteht Long Stick Goes Boom: The Anthology ausschließlich aus Songs, die während der Zusammenarbeit mit Arista und Ariola entstanden sind, doch im Gegensatz zu jenen Kompilationen enthält sie auch Auszüge aus dem ebenfalls über Arista erschienenen Livealbum Alive and Screamin’. Grundsätzlich ist die Kompilation besser zu bewerten als Stayed Awake All Night: The Best Of und Headhunter Blitz, da die Spielzeit einer CD nahezu gänzlich ausgeschöpft wird und die Zusammenstellung mit insgesamt 18 Songs obendrein die bis dato inhaltsreichste Best-of-Zusammenstellung von Krokus darstellt, allerdings ist die erneute Unterschlagung der Alben Metal Rendez-Vous und Hardware ebenso negativ zu bewerten, wie die Tatsache, dass die Hitsingle „Long Stick Goes Boom“ sowohl in einer Studio- als auch in einer Liveversion enthalten ist. Es bleibt festzuhalten, dass bis heute keine Best-of-Kompilation von Krokus veröffentlicht wurde, die das komplette Schaffen der Band abdeckt.

## Titelliste
1. Long Stick Goes Boom (5:15) (Fernando von Arb/Chris von Rohr/Marc Storace) (von One Vice at a Time)
2. Bad Boys, Rag Dolls (3:50) (von Arb/von Rohr/Storace) (von One Vice at a Time)
3. I’m on the Run (3:45) (von Arb/von Rohr/Storace) (von One Vice at a Time)
4. To the Top (4:25) (von Arb/von Rohr/Storace/Freddy Steady) (von One Vice at a Time)
5. American Woman (3:37) (Randy Bachman/Burton Cummings/Jim Kale/Garry Peterson) (von One Vice at a Time)
6. Headhunter (4:30) (von Arb/von Rohr/Storace/Butch Stone) (von Headhunter)
7. Screaming in the Night (6:38) (von Arb/von Rohr/Storace/Stone/Mark Kohler) (von Headhunter)
8. Stayed Awake All Night (4:44) (Bachman) (von Headhunter)
9. Ballroom Blitz (4:00) (Michael Chapman/Nicky Chinn) (von The Blitz)
10. Ready to Rock (4:30) (Storace/von Arb) (von The Blitz)
11. Out of Control (4:15) (Storace/von Arb) (von The Blitz)
12. Midnite Maniac (3:59) (Storace/von Arb) (von The Blitz)
13. School’s Out (3:15) (Alice Cooper/Glen Buxton/Michael Bruce/Dennis Dunaway/Neal Smith) (von Change of Address)
14. Boys Nite Out (3:38) (Storace/von Arb/Bryan Adams/Jim Vallance) (von The Blitz)
15. Hot Shot City (3:46) (Tommy Keiser/Jeff Klaven/Storace/Kohler) (von Change of Address)
16. Long Stick Goes Boom (Live) (5:38) (von Arb/von Rohr/Storace) (von Alive and Screamin’)
17. Lay Me Down (Live) (3:33) (Bob Marlette/Sue Shifrin) (von Alive and Screamin’)
18. Eat the Rich (Live) (4:55) (von Arb/von Rohr/Storace/Stone) (von Alive and Screamin’)

### Coverversionen
- „American Woman“ ist eine The-Guess-Who-Coverversion. Das Lied wurde ursprünglich 1970 auf dem gleichnamigen Album The Guess Who veröffentlicht.
- „Stayed Awake All Night“ ist eine Bachman-Turner-Overdrive-Coverversion. Das Lied wurde ursprünglich 1973 auf dem Album Bachman-Turner Overdrive veröffentlicht.
- „Ballroom Blitz“ ist eine The-Sweet-Coverversion. Das Lied wurde ursprünglich 1973 auf der gleichnamigen Single „Ballroom Blitz“ veröffentlicht.
- „School’s Out“ ist eine Alice-Cooper-Coverversion. Das Lied wurde ursprünglich 1972 auf dem gleichnamigen Album School’s Out veröffentlicht.

## Besetzung

### One Vice at a Time
Gesang: Marc Storace
Leadgitarre: Fernando von Arb
Rhythmusgitarre: Mark Kohler
Bass, Percussion: Chris von Rohr
Schlagzeug: Freddy Steady

### Headhunter
Gesang: Marc Storace
Leadgitarre: Fernando von Arb
Rhythmusgitarre: Mark Kohler
Bass, Percussion: Chris von Rohr
Schlagzeug: Steve Pace

### The Blitz
Gesang: Marc Storace
Leadgitarre, Rhythmusgitarre: Fernando von Arb
Bass: Mark Kohler
Schlagzeug: Jeff Klaven

### Change of Address und Alive and Screamin’
Gesang: Marc Storace
Leadgitarre: Fernando von Arb
Rhythmusgitarre: Mark Kohler
Bass: Tommy Keiser
Schlagzeug, Percussion: Jeff Klaven